# Kostel svatého Floriána (Kuchařovice)
Kostel svatého Floriána je filiální kostel v římskokatolické farnosti Přímětice, nachází se v centru obce Kuchařovice. Kostel je zděná stavba, postavil ji stavitel Sova.

## Historie
Kostel byl postaven na místě původní zvonice, která byla před stavbou kostela zbořena. Kostel byl postaven mezi lety 1931 a 1932, kdy 14. září 1931 byl položen základní kámen. Kostel byl vysvěcen 4. září 1932, do kostela byly pověšeny dva zvony, starší z roku 1928 a novější z roku 1931, ty byly později rekvírovány v době druhé světové války. V kostele byl umístěn oltář od firmy Klimt, v roce 1936 bylo do kostela pořízeno harmonium. Nový zvon byl do kostela zakoupen až v roce 1993, vysvěcen byl dne 9. května 1993. V roce 2007 byla opravena střecha kaple, spolu s ní bylo opraveno i okolní náměstí.